# Mary River Nemzeti Park
A Mary River Nemzeti Park egy tervezett természetvédelmi terület Ausztrália északi részén, az Északi területen. A nemzeti park kijelölt területei az alábbi területeket foglalják magukba:
- Alligator Lagoon Conservation Area
- Annaburroo Delta Block Conservation Area
- Boggy Springs Conservation Area
- Jimmy's Creek Conservation Area
- Mary River Conservation Reserve
- Mary River Crossing Conservation Area
- McKinlay River Conservation Area
- Opium Creek Conservation Area
- Point Stuart Coastal Reserve
- Shady Camp Conservation Area
- Stuarts Tree Historical Reserve
- Swim Creek Conservation Area
- Wildman River Conservation Area[1]

## Fordítás
Ez a szócikk részben vagy egészben  a   Mary River National Park című angol Wikipédia-szócikk ezen változatának fordításán alapul.  Az eredeti cikk szerkesztőit annak laptörténete sorolja fel. Ez a jelzés csupán a megfogalmazás eredetét és a szerzői jogokat jelzi, nem szolgál a cikkben szereplő információk forrásmegjelöléseként.